# Josh Thompson (rugby à XV)
Pour les articles homonymes, voir Josh Thompson et Thompson.
Pas d'image ? Cliquez ici

a Compétitions nationales et continentales officielles uniquement.

Dernière mise à jour le 3 juillet 2025.
Josh Thompson, né le 8 décembre 2000 à Suva (Fidji), est un joueur fidjien de rugby à XV, évoluant aux postes de deuxième ligne ou de troisième ligne aile pour la Western Force en Super Rugby.
Son cousin, Jarryd Hayne, est un joueur de rugby à XIII.

## Biographie
Josh Thompson naît à Suva en décembre 2000. Il est le cousin de Jarryd Hayne.
En 2017, Josh Thompson part en Australie pour jouer au rugby à XIII avec les Newcastle Knights, avant de rejoindre les Canberra Raiders en 2019.
En 2022, il passe au rugby à XV et joue pour les Western Sydney Two Blues puis pour le West Harbour RFC de 2022 à 2024.
Josh Thompson rejoint ensuite la Western Force en août 2024 et fait ses débuts dans le Super Rugby, en tant que remplaçant contre les Waratahs,.